# Samuel Ting
Samuel Chao Chung Ting (chiń. 丁肇中; pinyin Dīng Zhàozhōng; ur. 27 stycznia 1936 w Ann Arbor) – amerykański fizyk pochodzenia chińskiego, profesor MIT, laureat Nagrody Nobla w dziedzinie fizyki za odkrycie cząstki elementarnej J/ψ.

## Życiorys
Jego rodzice pochodzili z Rizhao w prowincji Szantung, ale Ting urodził się w Michigan, gdzie studiowali. Wkrótce wrócili do Chin. Podróże te spowodowały, że wczesna edukacja Tinga była nieregularna i sporadyczna, w dużym stopniu miała charakter edukacji domowej.
Jako 20-latek ponownie przyjechał do USA, gdzie studiował inżynierię, matematykę i fizykę na Uniwersytecie Michigan. W roku 1963 uzyskał stopień doktora fizyki. 
Nagrodę Nobla otrzymał w roku 1976 wraz z Burtonem Richterem za ich niezależnie dokonane odkrycie ważnej podstawowej cząstki elementarnej, później nazwanej J/ψ.